# Sieg Howdy
Sieg Howdy! – siedemnasty album studyjny zespołu The Melvins i zarazem drugi nagrany wraz z Jello Biafrą, wydany w 2005 roku przez firmę Alternative Tentacles.

## Lista utworów
1. "Halo of Flies" – 7:43
2. "Lighter Side of Global Terrorism" – 7:55
3. "Lessons in What Not to Become" – 4:05
4. "Those Dumb Punk Kids – 3:14
5. "Wholly Buy-Bull" – 2:33
6. "Voted Off the Island") – 0:50
7. "California Über Alles – 3:18
8. "Dawn of the Locust – 5:40
9. "Enchanted Thoughtfist – 5:08
10. "Caped Crusader – 7:33

## Twórcy
- Jello Biafra – wokal,
- Dale Crover – perkusja, instrumenty perkusyjne, dodatkowy wokal
- Buzz Osborne – wokal, gitara
- Kevin Rutmanis – gitara basowa

### Muzycy Sesyjni
- Adam Jones – gitara w 3, 7, 8, 9, 10
- David Scott Stone – gitara basowa w 7, wokal
- Mike Scaccia – gitara w 9
- Marshall Lawless – wokal, producent
- Ali G. North – wokal, producent
- Jesse Luscious – wokal
- Lady Monster – wokal
- Tom 5 – wokal
- Adrienne Droogas – wokal
- John the Baker – wokal
- Loto Ball – wokal
- Wendy-O-Matic – wokal
- Johnny NoMoniker – wokal
- Toshi Kasai – dźwiękowiec
- Matt Kelley – dźwiękowiec
- Jack Endino – mixing
- Al Jourgensen – remixing
- Marco A. Ramirez – dźwiękowiec
- Dälek – Remixing
- Deaf Nephews (Dale Crover & Toshi Kasai) – remixing
- Camille Rose Garcia – ilustracje
- Mackie Osborne – projekt